# Oliarus splendidula
Oliarus splendidula är en insektsart som beskrevs av Franz Xaver Fieber 1876. Oliarus splendidula ingår i släktet Oliarus och familjen kilstritar. Inga underarter finns listade i Catalogue of Life.